# فرمان اجرایی ۱۳۹۵۹
فرمان اجرایی ۱۳۹۵۹ یک فرمان اجرایی ریاست جمهوری آمریکا است که در ۱۲ نوامبر سال ۲۰۲۰ توسط رئیس‌جمهور وقت دونالد ترامپ امضا شد. هدف اعلام شده آن «رسیدگی به خطر سرمایه‌گذاری در اوراق بهادار است که شرکت‌های نظامی کمونیست چین را تأمین مالی می‌کنند».

## تحریم سرمایه‌گذاری در «شرکت‌های نظامی کمونیست چین»
این آیین‌نامه همه سرمایه گذاران آمریکایی (سرمایه گذاران بنیادی و خرده فروشی) را از معامله یا سرمایه‌گذاری در ورق‌های ارزشمند شرکت‌هایی که از طریق دولت آمریکا به عنوان «شرکت‌های نظامی کمونیست چین» شناسایی شده‌اند تحریم می‌کند. «شرکت نظامی کمونیست چین» هر شرکتی است که وزارتخانه دفاع ایالات متحده مطابق بند ۱۲۳۷ قانون جواز دفاع ملی برای سال مالی ۱۹۹۹ شناسایی کرده‌است. این ممنوعیت از ۱۱ ژانویه ۲۰۲۱ اجرا شد. در ۲۸ دسامبر سال ۲۰۲۰، هدایت در مورد دستورالعمل پراکنده شد که توضیح می‌دهد این سفارش شامل شرکت‌های پیرو از شرکت‌های مرتبط است. در ۱۳ ژانویه ۲۰۲۱، آیین‌نامه اعمالی با بخشنامه تصحیح شده که واگذاری را تا ۱۱ نوامبر ۲۰۲۱ مجاز می‌دانست، پشتیبانی شد.

## لیست شرکتهای تأثیرپذیر
نخست ۳۱ شرکت شناسایی شدند، از جمله شامل دو شرکت که سهام آنها در صرافخانه‌های ایالات متحده تعامل می‌شود. اینها در بر دارندهٔ شرکتهایی در صنعت هوافضا، کشتی سازی، ساخت و ساز، فناوری و صنعت ارتباطی می‌باشد.
- Aero Engine Corporation of China
- شرکت صنعت هوانوردی چین
- China Academy of Launch Vehicle Technology
- شرکت علوم فضایی و فناوری چین
- China Aerospace Science and Industry Corporation
- گروه ساخت‌وساز ارتباطات چین
- China Electronics Corporation
- چاینا الکترونیکس
- چاینا موبایل
- کم‌چاینا
- China National Chemical Engineering
- شرکت ملی هسته‌ای چین
- China Nuclear Engineering & Construction Corporation (CNECC)
- China General Nuclear Power Group
- شرکت ساخت‌وساز راه‌آهن چین
- شرکت صنایع کشتی‌سازی چین
- China South Industries Group
- China Spacesat
- شرکت مهندسی ساخت‌وساز دولتی چین
- شرکت کشتی‌سازی دولتی چین
- چاینا تلکام
- China Three Gorges Corporation
- چاینا یونی‌کام
- سی‌آرآرسی
- Dawning Information Industry Co. (Sugon)
- هایک ویژن
- هواوی
- Inspur
- نورینکو)
- پاندا الکترونیکس
- ساینوکم

در ۳ دسامبر سال ۲۰۲۰، وزارت دفاع آمریکا چهار شرکت دیگر را به عنوان شرکتی‌هایی که متعلق یا تحت کنترل ارتش چین هستند، تعیین کرد و تعداد کل شرکت‌های تحت تأثیر را به ۳۵ شرکت رساند.
- شرکت بین‌المللی ساخت نیمه‌رسانا
- شرکت ملی نفت فلات قاره چین
- China Construction Technology
- China International Engineering Consulting Corporation

در ۱۴ ژانویه ۲۰۲۱، وزارت دفاع آمریکا ۹ شرکت دیگر را به عنوان شرکتی‌هایی که متعلق یا کنترل ارتش چین هستند، تعیین کرد و تعداد کل شرکت‌های تحت تأثیر را به ۴۴ شرکت رساند.
- Advanced Micro-Fabrication Equipment Inc. (AMEC)
- Luokong Technology Corporation (LKCO)
- شیائومی
- Beijing Zhongguancun Development Investment Center
- GOWIN Semiconductor Corp
- گرند چاینا ایر
- Global Tone Communication Technology Co. Ltd. (GTCOM)
- China National Aviation Holding Co. Ltd. (CNAH)
- کوماک